# Smržovka (nádraží)
Smržovka je železniční stanice v centru stejnojmenného města v okrese Jablonec nad Nisou v Libereckém kraji, v nadmořské výšce 600 m n. m. Stanicí prochází trať Liberec–Harrachov a odbočuje zde trať do Josefova Dolu.

## Historie
Stanice byla otevřena dne 15. října 1894. Tehdy byla totiž prodloužena trať, která do té doby vedla z Liberce do Jablonce nad Nisou, až do Tanvaldu a zároveň byla uvedena do provozu trať do Josefova Dolu.
V roce 2015 proběhla ve stanici rozsáhlá rekonstrukce spojená zejména se změnou uspořádání kolejiště a modernizací zabezpečovacího zařízení.

## Popis
Staniční budova se skládá ze dvou částí, jedna je dvoupatrová s podkrovím, druhá přízemní. V té se nachází čekárna s výdejem jízdenek a bývalý nádražní bufet.
Nacházejí se zde tři dopravní koleje, z toho dvě obepínají poloostrovní nástupiště ve středu stanice a jsou určeny pro vlaky linky L1 (Liberec – Szklarska Poręba Górna), třetí kolej je kusá, končí na okraji poloostrovního nástupiště a je určena pro vlaky linky L12 (Smržovka – Josefův Důl). Na nástupiště vede úrovňový přechod, na kterém bylo v roce 2017 testováno zabezpečení vyrobené společností AŽD Praha.
Před rekonstrukcí byly ve stanici čtyři dopravní koleje; u třech z nich se nacházela sypaná nástupiště s betonovou hranou pro každý směr linky L1 a linku L12.

## Galerie

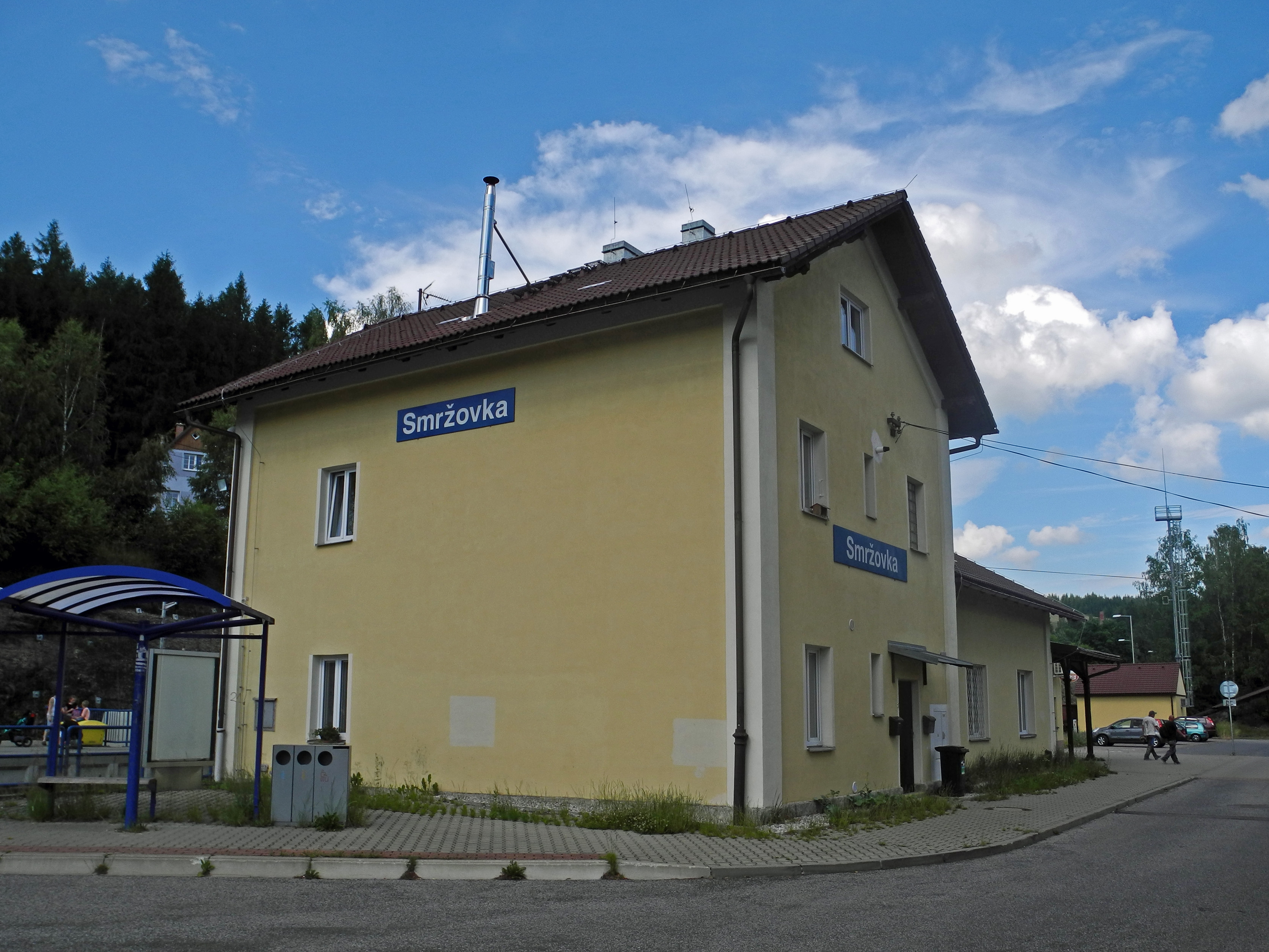
Staniční budova
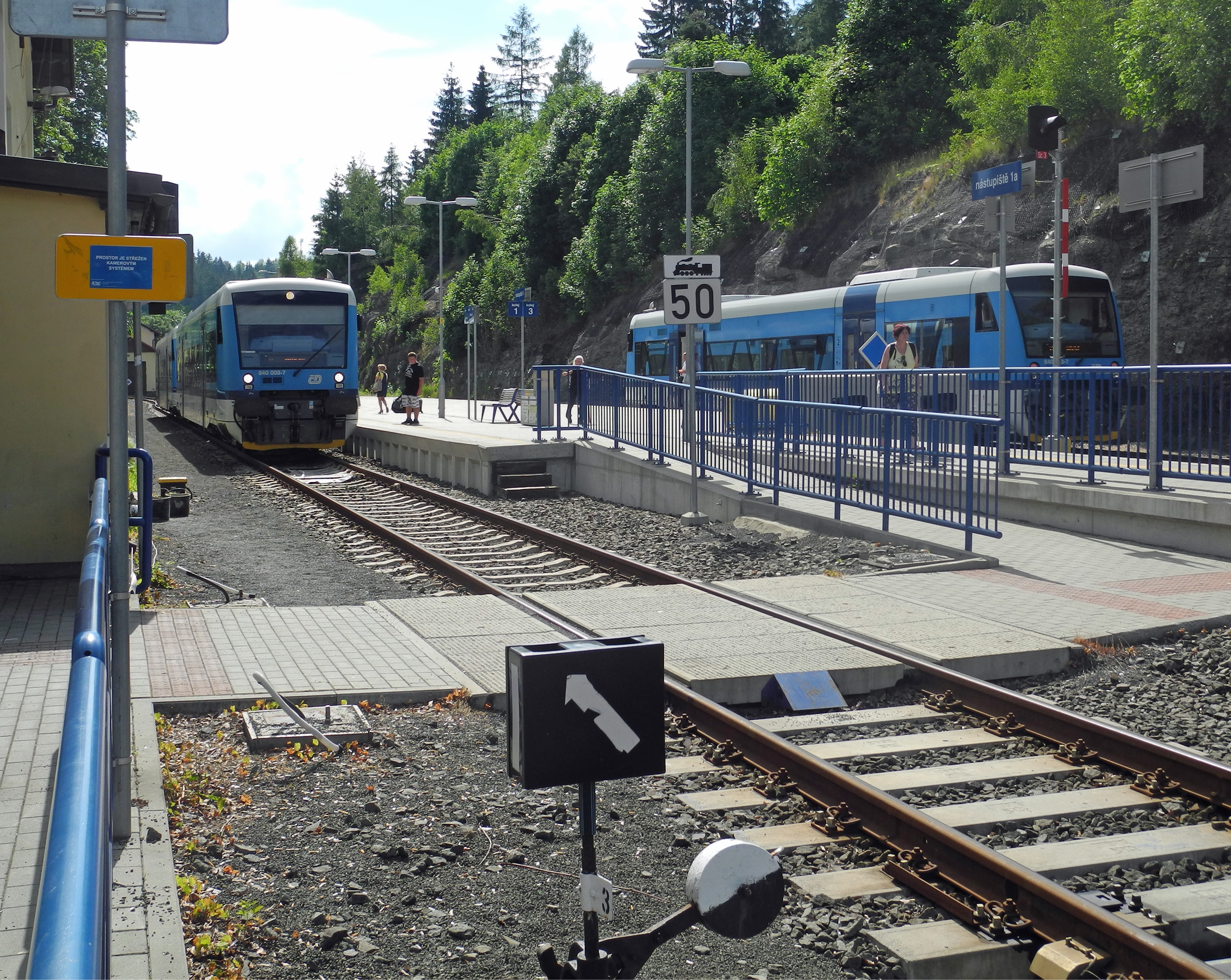
Kolejiště
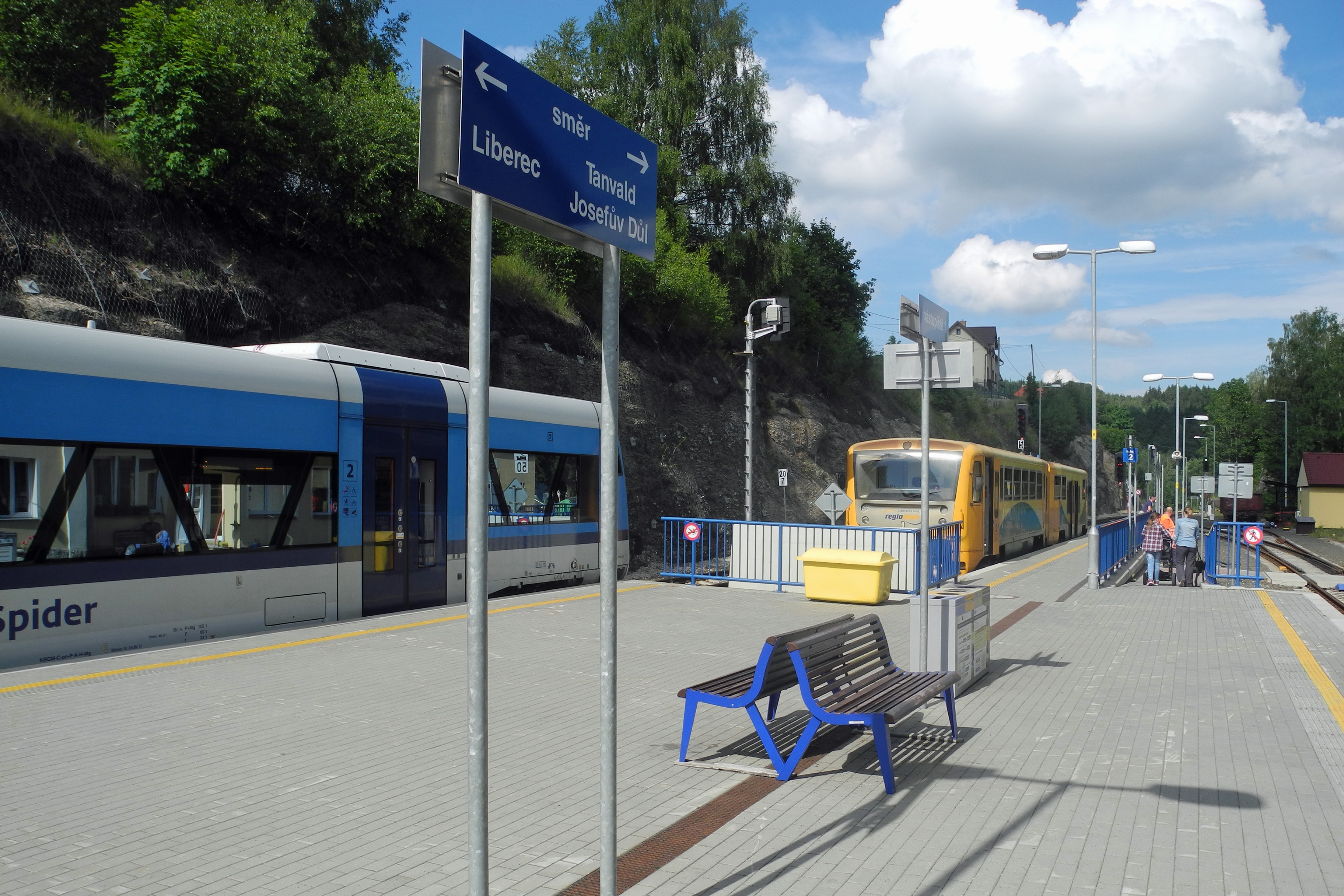
Nástupiště
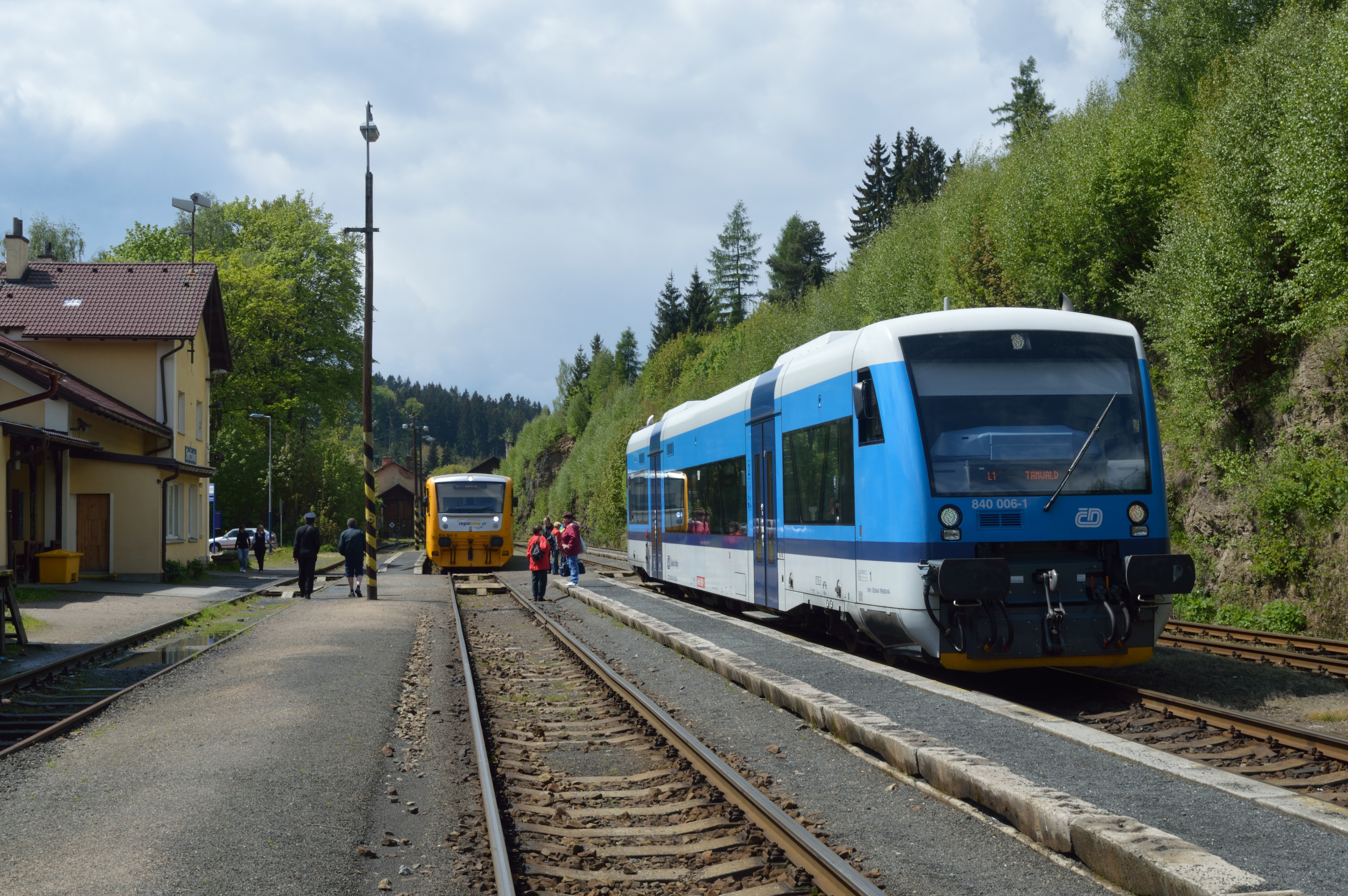
Stanice před rekonstrukcí